# Кроскон'югація
Кроскон'юґація (рос. кросс-сопряжение, англ. cross conjugation) —
1. Електронна взаємодія в π-системах, в яких дві із трьох груп не кон'югуються між собою, але кожна з них кон'югується з третьою:
Ph-C(=X)-Ph, CH2=CH-O-CH=CH2
2. Кон'югація в системі XC6H4 GY, яка включає замісник Х, бензольне кільце та реакційний центр у боковому ланцюзі GY, у випадку коли Х є +R групою, а GY є -R групою, або Х є -R групою, а GY є +R групою. У таких випадках у кореляціях типу Гаммета використовують сталі замісників σ− чи σ+. Цей термін також використовується для опису взаємодій в 2-фенілалілі та подібних системах.